# Independiente Medellín
Deportivo Independiente Medellín (eller bare Independiente) er en colombiansk fodboldklub fra landets næststørste by Medellín. Klubben spiller i landets bedste liga, Categoría Primera A, og har hjemmebane på stadionet Estadio Atanasio Girardot. Klubben blev grundlagt den 14. november 1913, og har siden da vundet fem mesterskaber og én pokaltitel. 
Independientes største rivaler er en anden Medellín-klub, Atlético Nacional.

## Titler
- Categoría Primera A (6): 1955, 1957, 2002 (Finalización), 2004 (Apertura), 2009 (Apertura), 2016 (Apertura)

- Copa Colombia (3): 1981, 2019, 2020

## Kendte spillere
| - José Pekerman - Jackson Martínez - Omar Oreste Corbatta - José Vicente Grecco - Jorge Horacio Serna - Felipe Marino - Luis Amaranto Perea - Carlos Valderrama - Juan Guillermo Cuadrado - Carlos Aguilera - Fernando Álvez - Efraín Sánchez |